# Тятан

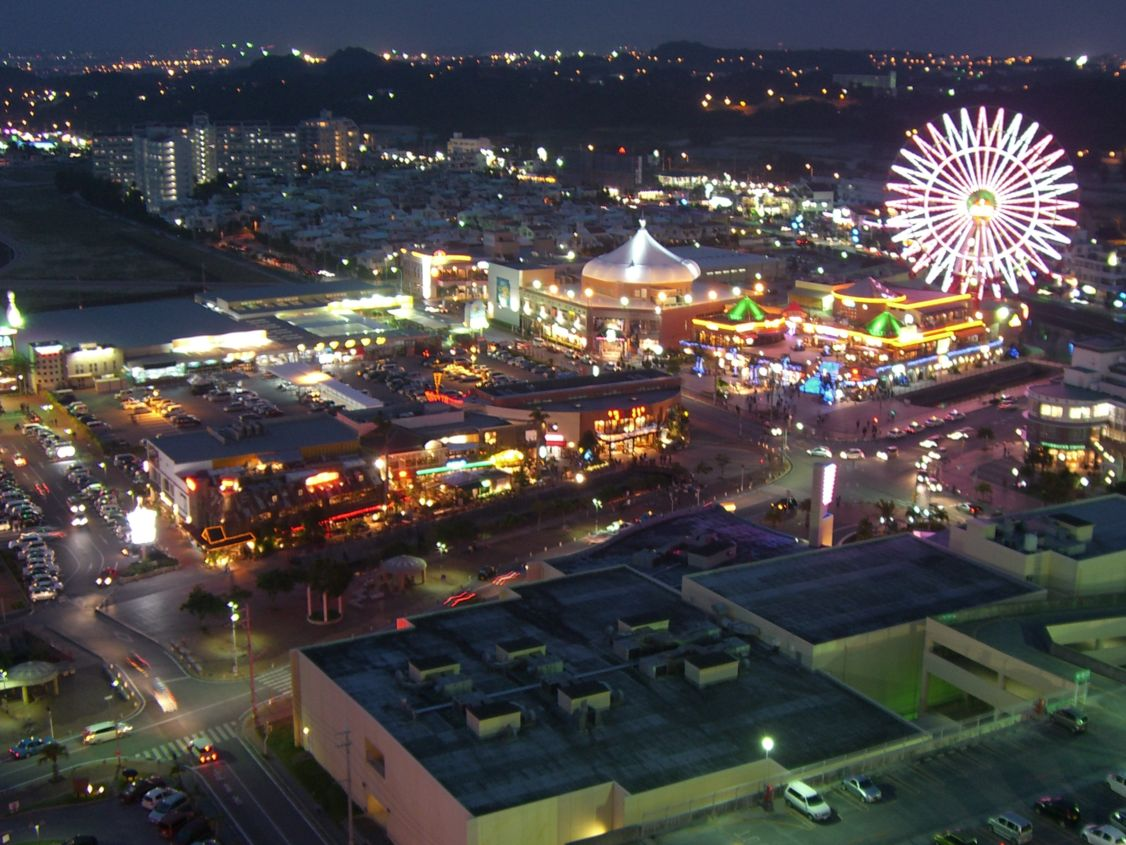
Район Михама ночью

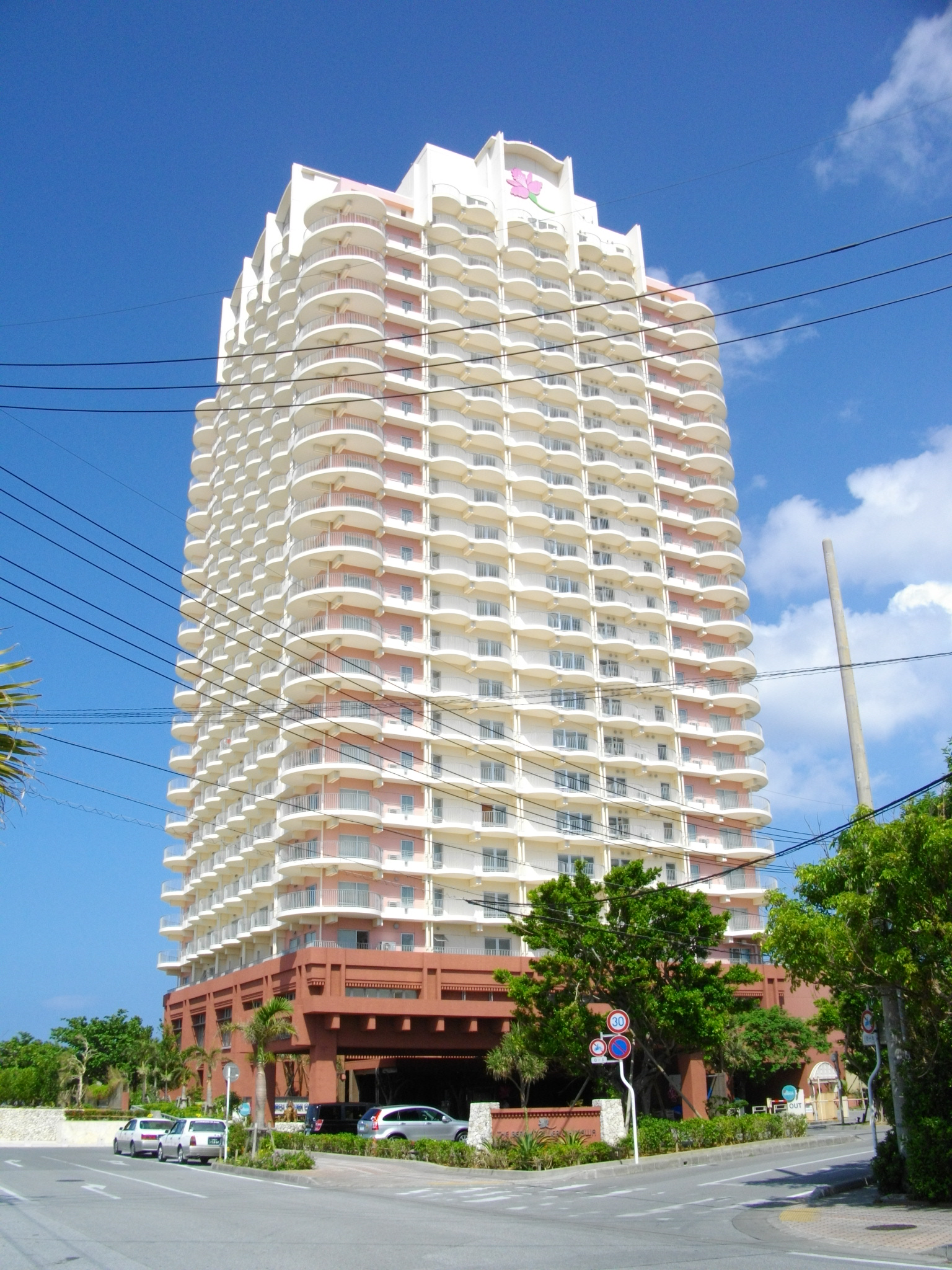
The Beach Tower Okinawa — самое высокое здание посёлка

Тятан (яп. 北谷町 Тятан-тё:) — посёлок в Японии, находящийся в уезде Накагами префектуры Окинава. Площадь посёлка составляет 13,78 км², население — 27 565 человек (1 августа 2014), плотность населения — 2000,36 чел./км².

## Географическое положение
Посёлок расположен на острове Окинава в префектуре Окинава региона Кюсю. С ним граничат города Окинава, Гинован, посёлок Кадена и село Китанакагусуку.

## Население
Население посёлка составляет 27 565 человек (1 августа 2014), а плотность — 2000,36 чел./км². Изменение численности населения с 1980 по 2005 годы:
| 1980 | 16 014 чел. |  |
| 1985 | 19 008 чел. |  |
| 1990 | 20 730 чел. |  |
| 1995 | 23 737 чел. |  |
| 2000 | 25 554 чел. |  |
| 2005 | 26 848 чел. |  |

## Символика
Деревом посёлка считается мелия азедарах.